# Freccia Vallone 2008
La Freccia Vallone 2008, settantaduesima edizione della corsa, valevole come prova del circuito UCI ProTour 2008, si svolse il 23 aprile 2008 per un percorso di 199,5 km da Charleroi al muro di Huy e fu vinta dal lussemburghese Kim Kirchen in 4h35'29" alla media di 43,451 km/h.
Furono 119 i ciclisti che conclusero la gara al traguardo di Huy.

## Squadre e corridori partecipanti
| N.      | Cod. | Squadra             |
| ------- | ---- | ------------------- |
| 1-8     | GST  | Team Gerolsteiner   |
| 11-18   | GCE  | Caisse d'Epargne    |
| 21-28   | LIQ  | Liquigas            |
| 31-38   | SDV  | Saunier Duval-Scott |
| 41-48   | ALM  | AG2R La Mondiale    |
| 51-58   | CSC  | Team CSC-Saxo Bank  |
| 61-68   | RAB  | Rabobank            |
| 71-78   | LAM  | Lampre              |
| 81-88   | TSV  | Topsport Vlaanderen |
| 91-98   | AGR  | Agritubel           |
| 101-108 | BTL  | Bouygues Télécom    |
| 111-118 | FDJ  | Française des Jeux  |
| 121-128 | C.A  | Crédit Agricole     |

| N.      | Cod. | Squadra                          |
| ------- | ---- | -------------------------------- |
| 131-138 | BAR  | Barloworld                       |
| 141-148 | QST  | Quick Step                       |
| 151-158 | LAN  | Landbouwkrediet-Tönissteiner     |
| 161-168 | EUS  | Euskaltel-Euskadi                |
| 171-178 | SIL  | Silence-Lotto                    |
| 181-188 | MRM  | Team Milram                      |
| 191-198 | COF  | Cofidis, le Crédit par Téléphone |
| 201-208 | THR  | Team High Road                   |
| 211-218 | TCS  | Tinkoff Credit Systems           |
| 221-228 | TSL  | Slipstream-Chipotle              |
| 231-238 | SKS  | Skil-Shimano                     |
| 241-248 | COS  | Cycle Collstrop                  |

## Ordine d'arrivo (Top 10)
| Pos. | Corridore             | Squadra       | Tempo    |
| ---- | --------------------- | ------------- | -------- |
| 1    | Kim Kirchen           | High Road     | 4h35'29" |
| 2    | Cadel Evans           | Silence       | a 1"     |
| 3    | Damiano Cunego        | Lampre-N.G.C. | a 2"     |
| 4    | Robert Gesink         | Rabobank      | s.t.     |
| 5    | Thomas Dekker         | Rabobank      | s.t.     |
| 6    | Davide Rebellin       | Gerolsteiner  | s.t.     |
| 7    | Michael Albasini      | Liquigas      | a 8"     |
| 8    | Joaquim Rodríguez     | C. d'Epargne  | a 10"    |
| 9    | Christian Pfannberger | Barloworld    | a 15"    |
| 10   | John Gadret           | AG2R          | a 20"    |